# Somebody to Love (píseň, Justin Bieber)
Somebody to Love je píseň amerického popového zpěváka Justina Biebra. Píseň pochází z jeho druheho alba My World 2.0a také se nachází Usherově EP Versus. Produkce se ujal producent The Stereotypes. V remixové verzi lze také slyšet Ushera.

## Hitparáda
| Žebříček  | Příčka |
| --------- | ------ |
| Anglie    | 33     |
| USA       | 15     |
| Kanada    | 10     |
| Austrálie | 20     |
| Německo   | 16     |